# Светско првенство у скоковима у воду 2019 — торањ 10 м синхронизовано за жене
Такмичење у синхронизованим скоковима у воду са торња у женској конкуренцији на Светском првенству у скоковима у воду 2019. одржано је 14. јул 2019. године као део програма Светског првенства у воденим спортовима. Квалификације су се скакале у јутарњем, а финале у вечерњем делу програма. Такмичења су се одржала у базену Општинског центра за водене спортове у Квангџуу у Јужној Кореји.
Учестовало је 14 парова из исто толико земаља, а пласман у финале остварило је 12 најбољих парова из кфалификација. Златну медаљу освојио је кинески пар Лу Веј и Џанг Ђаћи, сребро је припало малезијском двојцу Љанг Минју−Панделела Ринонг, док су бронзану медаљу освојиле репрезентативке Сједињених Држава Саманта Бромберг и Катрина Јанг.

## Освајачи медаља
|                           | Резултат |                                          | Резултат |                                                    | Резултат |
|                           |          |                                          |          |                                                    |          |
| Кина · Лу Веј · Џанг Ђаћи | 345,24   | Малезија · Љанг Минју · Панделела Ринонг | 312,72   | Сједињене Државе · Саманта Бромберг · Катрина Јанг | 304,86   |

## Резултати
У синхронизованим скоковима са торња у женској конкуренцији такмичило се укупно 14 парова. Такмичарски програм се одржао 14. јула, квалификације су се скакале у јутарњем делу програма са почетком од 10:00 часова по локалном времену (УТЦ+9), док је финале одржано у вечерњем делу програма са почетком од 20:45 часова.
| ПЛ. | Репрезентација   | Такмичари                              | Квалификације | Квалификације | Финале            | Финале            |
| ПЛ. | Репрезентација   | Такмичари                              | Бодови        | Плас.         | Бодови            | Плас.             |
| --- | ---------------- | -------------------------------------- | ------------- | ------------- | ----------------- | ----------------- |
|     | Кина             | Лу Веј Џанг Ђаћи                       | 317,82        | 1.            | 345,24            | 1.                |
| 2   | Малезија         | Љанг Минју Панделела Ринонг            | 297,18        | 3.            | 312,72            | 2.                |
| 3   | Сједињене Државе | Саманта Бромберг Катрина Јанг          | 295,38        | 4.            | 304,86            | 3.                |
| 4.  | Канада           | Меган Бенфето Кејли Макај              | 298,11        | 2.            | 304,05            | 4.                |
| 5.  | Русија           | Јекатерина Белиајева Јулија Тимошињина | 288,00        | 5.            | 291,30            | 5.                |
| 6.  | Велика Британија | Иден Ченг Луиз Тулсон                  | 281,10        | 7.            | 289,14            | 6.                |
| 7.  | Италија          | Ноеми Батки Кјара Пелакани             | 280,86        | 8.            | 280,38            | 7.                |
| 8.  | Аустралија       | Емили Чинок Мелиса Ву                  | 274,20        | 9.            | 277,44            | 8.                |
| 9.  | Мексико          | Габријела Агундес Александра Ороско    | 281,28        | 6.            | 274,68            | 9.                |
| 10. | Јужна Кореја     | Чо Унби Мун Најун                      | 256,86        | 12.           | 261,12            | 10.               |
| 11. | Румунија         | Николета Мускалу Антонија Павел        | 258,78        | 11.           | 260,82            | 11.               |
| 12. | Немачка          | Кристина Васен Тина Пунцел             | 264,48        | 10.           | 258,40            | 12.               |
| 13. | Норвешка         | Ане Туксен Хеле Туксен                 | 231,60        | 13.           | Нису се пласирале | Нису се пласирале |
| 14. | Макао            | Леонг Сут Ин Леонг Сут Чан             | 192,39        | 14.           | Нису се пласирале | Нису се пласирале |